# Frankenhof 7/8 (Stralsund)
Das Haus mit der postalischen Adresse Frankenhof 7/8 ist ein unter Denkmalschutz stehendes Gebäude in der Straße Frankenhof in Stralsund.

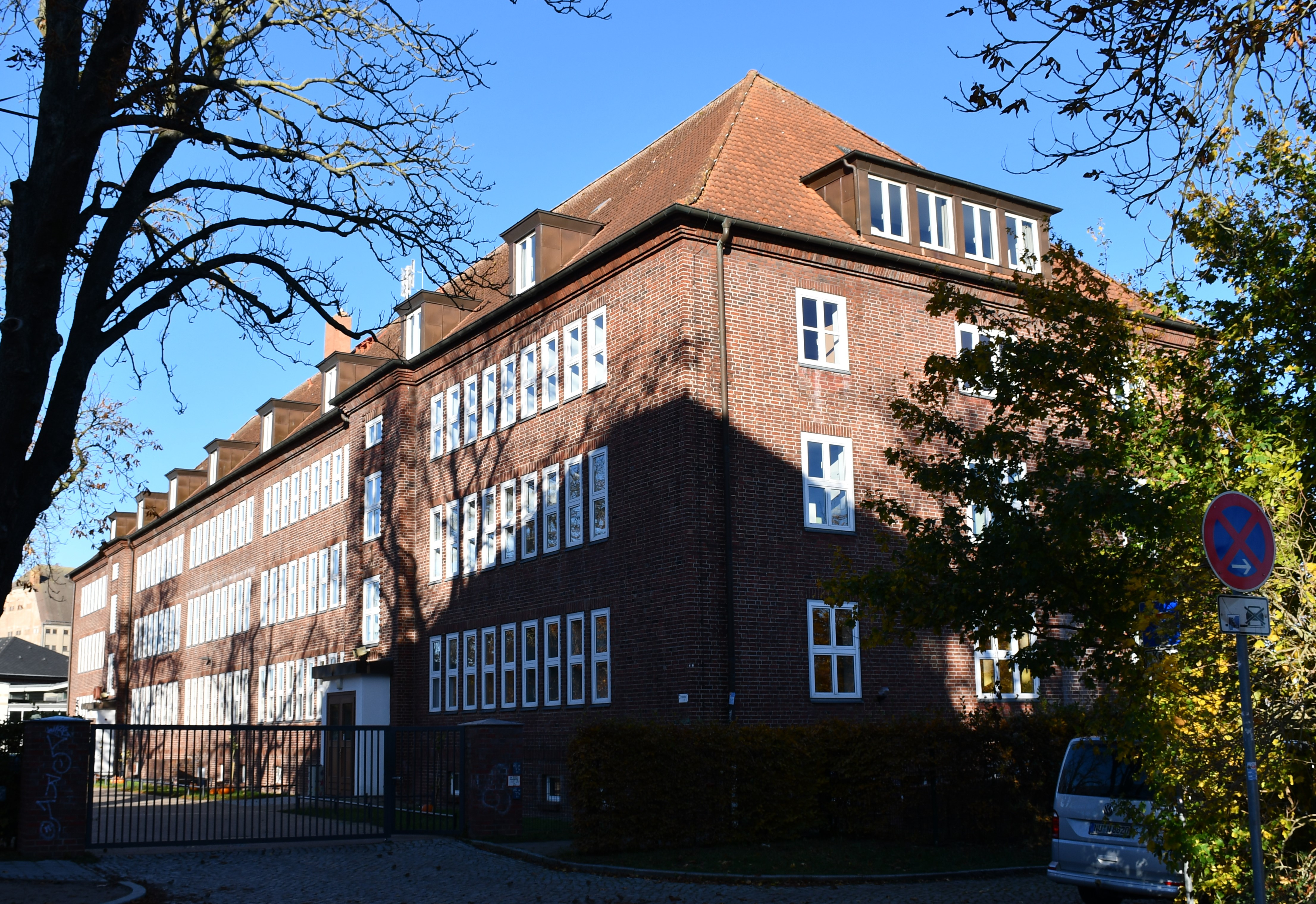
Das Haus Frankenhof 7/8 in Stralsund (2023)

Das Gebäude wurde um das Jahr 1935 als Teil der Frankenkaserne errichtet; die Kaserne erhielt den Namen „Nürnberg“. Der langgestreckte, dreigeschossige Klinkerbau blieb beim Bombenangriff auf Stralsund am 6. Oktober 1944, bei dem au. a. die benachbarte, ebenfalls um 1935 errichtete Kaserne „Leipzig“ schwer beschädigt wurde, gut erhalten.
In den Jahren 1949 bis 1950 wurde das Gebäude zu einer Schule umgebaut; als Schule wird sie auch heute noch genutzt: In ihr befindet sich der gymnasiale Teil des “Schulzentrums am Sund”.
Das Gebäude liegt im Randgebiet des von der UNESCO als Weltkulturerbe anerkannten Stadtgebietes des Kulturgutes „Historische Altstädte Stralsund und Wismar“. In die Liste der Baudenkmale in Stralsund ist es mit der Nummer 214 eingetragen.